# McGregor (Floryda)
McGregor – jednostka osadnicza w Stanach Zjednoczonych, w stanie Floryda, w hrabstwie Lee.